# 维德盖尔廷根
维德盖尔廷根是德国巴伐利亚州的一个市镇。总面积11.61平方公里，总人口1373人，其中男性687人，女性686人（2011年12月31日），人口密度118人/平方公里。